# 大貴族 (網絡漫畫)
《大貴族》（韓語：노블레스）是一部韓國網絡漫畫，由作家孫齊皓（손제호）與畫家李光秀（이광수）聯手製作，2007年開始於Naver webtoon連載。

## 劇情簡介
擁有強大力量的貴族卡迪斯·艾特拉馬·迪·萊傑羅（暱稱萊）從韓國的一個廢棄建築中醒來。剛從820年的沉睡中醒來的他，面對著陌生的世界，第一件做的事就是去找自己的忠心僕人弗蘭克斯坦。在弗蘭克斯坦的安排下，萊入讀了私立藝蘭高級中學，並認識到了運動少年韓信友、電腦達人禹翼漢、徐允兒等人，身為貴族的萊終於有機會親身體會人類的平凡校園生活。可是和平的日子一瞬即逝，名為UNION的神秘組織開始介入普通人的生活，其陰謀漸漸顯露出來的同時，信友等人及不少普通人類都被捲入危機。為了守護住人類，萊憤然決定與那些不明的惡勢力戰鬥，同時萊的過去也隨著故事推進而變得明朗化。

## 登場人物

### 主要角色
卡迪斯‧艾特拉馬‧迪‧萊傑羅（카디스 에트라마 디 라이제르）
男性，本作主角，特徵是黑色短髮和緋紅色雙眼，貴族的守護者及制裁者。820年前與狼人首領一戰中受重傷，在海底一直沉睡，直到最近才醒來。個性相當沉默寡言且面癱，外表看起來很高貴冷酷，難以接近，實際上有些天然呆，也隨便接受女同學給他取的暱稱「萊（라이）」。熱愛及尊重生命，故對於倚強欺弱任意剝奪生命的行為會感到憤怒。一直貫徹著身為大貴族的職責，對人類很有愛心，有貴族的使命感。由於沉睡太久，對現代電器及電子用品沒轍，也經常迷路。喜歡喝茶及吃泡麵。
RK
為守護萊的騎士團，名字為「萊傑羅的騎士（라이제르 나이트）」的簡寫。一開始名為RK-4，那時只有No.1至No.4，後來改名為RK-5，新增了No.0及No.5。塔奧更為每人提供假面。
弗蘭克斯坦（프랑켄슈타인）
男性，金色長髮，與萊傑羅有靈魂契約，故成為其從沉睡中醒來後第一個找的人，是萊傑羅的僕人及家管。表面上是私立藝蘭高級中學的理事長，實際上是首屈一指的科學家及人體身體改造技術的研究始祖，並藉由對自己實驗改造而獲取強大的力量，在與萊傑羅簽約後獲得如貴族般的長壽，真實年齡推測超過900歲。在與貴族對抗時機緣巧合被萊傑羅收留，之後被自身力量吞噬時亦被其救回，在瞭解萊的宿命及其使用力量的代價後，決心與萊傑羅簽定契約成為其僕人長伴左右。表面上性格平易近人，但實際個性相當瘋狂、腹黑及好戰，對敵人喜歡出言挑釁，被評論性格非常差。戰鬥能力極強，有不輸給給貴族家主或狼人的強大實力及豐富的戰鬥經驗，但由於弗蘭克斯坦在戰鬥時會因為受到自己武器的影響變得越來越瘋狂，不但不會去注意對周圍造成的損害，使用太多力量時還會有被自身力量吞噬的危險，所以被萊傑羅封印了絕大多數的力量，只有在其允許時才能解放，但弗蘭克斯坦有意願時也能自解封印。對萊傑羅有著絕對的忠誠、信任和溺愛，其所有行動和決定幾乎都會優先考慮萊傑羅的意願和身體狀況。使用的武器為「暗魂焰槍（다크 스피어）」，一把有自我意識又隨時都想吞噬敵人和使用者的雙刃槍。雖然是傑出的科學家，但其研究貴族和狼人的目的是為了讓平凡人類不至於在這麼多危險中白白送命，故對Union犧牲無數他人只為自身利益的行為非常厭惡。RK的No.0，由於打法太自由，不在戰略部署之中。
塔奧
男性，24歲。精通電腦技術，原為DA-5的其中一員，性格鬼靈精且幽默。知道自己只是為了被克萊斯吸收而創造出來時決定脫離組織，在電腦做手腳，把自己跟塔基奧處理成任務期間犧牲掉，並加入藝蘭高中的特殊警衛部門。RK的No.1，負責掌握戰鬥狀況並下達命令。
塔基奧（타키오）
男性，擅長使用各種槍械遠距離攻擊敵人，原為DA-5的其中一員。為了妹妹的安危而被迫執行組織的任務，但不希望傷害無辜的人，所以都把他們放走，但不知道克萊斯允許鯊魚在背後把他接觸過的人全部殺掉。知道自己的妹妹是阿麗斯博士假扮的，自己實際上沒有妹妹時一度崩潰，後來因M-21的話而振作，並加入藝蘭高中的特殊警衛部門。RK的No.2，負責遠距離狙擊敵人，幫助近距離戰鬥的同伴。
萊基斯‧K‧蘭德格勒（레지스 K 란데그르）
男性，199歲，因在與拉爾跟格魯伊的戰鬥中，受重傷後下意識的強烈意志召喚了家族的靈魂兵器-雷卡賽斯，而成為了蘭德格勒家族的現任家主。為了接受成人禮前的訓練，而跟賽伊拉一起到韓國調查醫院殺人事件，並成為藝蘭高中的學生。跟賽伊拉有精神連接。RK的No.3，負責近身戰鬥。
M-21
男性，改造人，M系列100個試驗品的其中一個。原本是普通人，被克倫貝爾抓去進行活體試驗後，失去成為試驗品前的記憶及自己的名字。把同為M系列的試驗品當成自己的同伴，最終所有同伴都在試驗中死掉，只剩下自己及M-24，把尋找自己及死去同伴們的名字定為自己的目標。想要脫離組織，但為了M-24而一直默默忍受，直到M-24去世後才跟萊一起行動，並加入藝蘭高中的特殊警衛部門。後來發現其心臟移植自狼人，在經過訓練後更可身體變形成近似真正狼人的形態。RK的No.4，負責近身戰鬥。
賽伊拉‧J‧洛伊阿迪（세이라 J 로이아드）
女性，217歲。洛伊阿迪家族的現任家主。父親被背叛的家主扎勒卡‧斯利阿那殺死，於是臨危受命成為家主。由於是史上最年輕成為家主的貴族，經常被人看不起，認為是史上最弱的家主。跟萊基斯一起到韓國調查醫院殺人事件，並成為藝蘭高中的學生。跟萊基斯有精神連接。RK的No.5，負責近身戰鬥。

### 貴族
前任羅迪
男性，性格幽默風趣，喜歡玩。認為羅迪的包袱比Noblesse的包袱為輕，希望把羅迪的位傳給萊，令女兒拉斯格蕾雅從羅迪的沉重責任中解放出來。認為貴族的生活一潭死水，應該向人類學習並作出改變，決定退位讓賢，進入永眠，忠心的家主也決定跟他一起永眠，但為了避免造成混亂，把凱修特爾留下來。
愛爾佳‧凱奈西斯‧迪‧拉斯格蕾雅（에르가 케네시스 디 라스크레아）
女性，現任羅迪。由於背叛的家主們有意製造假象，令她誤以為是萊領導他們背叛自己的父親，因而跟萊關係不好。看了父親的留言後消除誤會，並希望萊成為羅迪，但被拒絕。曾到藝蘭高中體驗一天萊的生活，嘗試了解父親喜歡的人類生活，曾經和萊約會過。
盧薩爾‧K‧蘭德格勒（루사르 K 란데그르）
男性，萊基斯的父親。墮入陷阱，跟洛伊阿迪家族的前任家主一起被殺。
凱修特爾‧K‧蘭德格勒（게슈텔 K 란데그르）
男性，萊基斯的祖父，蘭德格勒家族的前任家主。
拉爾‧凱爾提亞（라엘 케르티아）
男性，羅札克的弟弟，500歲以上。
羅札克‧凱爾提亞（라자크 케르티아）
男性，凱爾提亞家族的家主。
雷卡‧凱爾提亞（레이가 케르티아）
男性，凱爾提亞家族的前任家主，羅札克與拉爾的父親。經常跟弗蘭克斯坦互相試驗力量。後來跟隨前任羅迪一起永眠。
羅查麗阿‧埃爾萊諾爾（로자리아）
女性，埃爾萊諾爾家族的現任家主。
凱伊‧魯（케이 루）
男性，魯家族的現任家主，被評價為現任家主中最強大的，在狼人一族中非常有名。
凱利鄂斯‧福勒斯特（카리어스 블러스터）
男性，福勒斯特家族的現任家主。性格幽默風趣，前任羅迪很喜歡他那不像貴族的性格．
克拉西斯‧福勒斯特（크라시스 블러스터）
男性，福勒斯特家族的前任家主。非常敬重前任羅迪，對其命令都非常認真地執行。曾被前任羅迪批評他過於死板，希望他的孩子會好玩一點。
盧迪斯‧麥勒格斯（루디스 메르가스）
男性，麥勒格斯家族的現任家主。
克拉烏蒂亞‧特拉迪奧（클라우디아 트라디오）
女性，拉古斯的女兒，在襲擊洛凱道尼阿的事件後，被羅迪正式封為特拉迪奧家族的家主。

### 狼人
穆扎卡（무자카）
男性，狼人，前狼人首領，萊唯一的朋友。
經常四處遊歷，不在領地時把族內的事交給馬杜克處理。由於度過了漫長的歲月，認為萊跟自己一樣強大又孤獨，且獨自擔起沈重的責任。同意幫助人類的請求，但不希望干涉過多人類的世界。由於給予族人過度自由，對族人殘殺人類的事懵然不知，從前代羅迪那邊知道真相後回去與族人對峙，卻不被渴望殺謬的族人理解，於是開始懷疑自己的想法是否正確，而後跑到萊的家中住了一個月，離開前問了如果是萊會怎麼做，聽了萊的建議後決定貫徹自己的理念，與族人對立。
820年前因女兒被害而決定滅掉所有人類，被萊阻止，雙方身負重傷。在311話中，伊格耐斯‧克拉貝伊叫醒了穆扎卡，其原因是要為父親的死報仇。剛醒的穆札卡在和萊的一陣打鬥中失去蹤跡，不久後由克倫貝爾博士找到。後來變成克倫貝爾的試驗體，其代價是為他的女兒報仇以及獲得鎮定情緒的藥物。前期穆札卡雖然表現出怨恨萊當初阻止他，但在後期萊頻臨死亡時，主動犧牲自己將他的力量和生命力傳給萊。他曾對加爾達說一切都是自己的錯，是當初的他逼著萊做出那種決定，他心裡從來沒有怨恨過萊，並且打從心底希望自己最好的朋友能夠過上快樂的時光。
加爾達（가르다）
女性，狼人，穆扎卡仍為首領時對他非常忠心，穆札卡到處旅行時也會四處奔走尋找他。穆札卡與萊一同消失後，被馬杜克污衊為叛徒，被當作實驗體數百年，被穆札卡救出後由於遭到馬杜克的洗腦，開始攻擊穆札卡。一切結束後被穆札卡帶回克倫貝爾那接受治療，在治療後恢復正常。
艾瑟琳（애슐린）
穆扎卡的女兒，為狼人跟人類混血，後來被人類和狼人聯合殺死，由馬杜克說出。。
格魯伊（그루이）
男性，身體經過改造的狼人，加爾坦的搭擋，藍色長髮，有異色瞳，左眼藍色，右眼紅色，穿旗袍。跟肯塔斯不和。被穆扎卡殺死。
加爾坦（가이탄）
男性，身體經過改造的狼人，紫色皮膚，格魯伊的搭擋，穿马褂。被穆扎卡殺死。
肯塔斯（켄타스）
男性，狼人，效忠於2長老，不時與露娜可合作。跟格魯伊不和。在馬杜克死後，成為新任首領領導一族。
庫河魯（쿠하루）
男性，身體經過改造的狼人，深褐色皮膚，移動快速敏捷，與羅札克戰鬥類型相近。被羅札克殺死。
馬溫特（마운트）
男性，身體經過改造的狼人，藍色皮膚，說話口吻幼稚，愛哭。被拉古斯吸收而死。
德拉坤（드라쿤）
男性，身體經過改造以提升恢復能力的狼人，灰色皮膚，力量型戰士。被拉古斯吸收而死。
卡爾奧（카이오）
女性，身體經過改造的狼人，褐色皮膚。被拉古斯吸收而死。
多蘭特（도란트）
男性，身體經過改造的狼人，被穆扎卡認為是下一任的狼人首領。
高爾瑪（고르마）
男性，身體經過改造的狼人，紫色皮膚。被暗魂焰枪吸收。
克拉諾（크라노）
男性，身體經過改造的狼人，被拉爾擊敗而死。
布朗
男性，身體經過改造的狼人，橙色皮膚。被凯利鄂斯擊敗。
朱拉奇（주라키）
男性，身體經過改造的狼人，是個冷靜沉著的戰士。
加亞爾（가야르）
男性，身體經過改造的狼人，被肯塔斯擊敗。
烏而耐（우르네）
女性，身體經過改造的狼人，與美萊是雙胞胎。被M-21擊敗。
美萊
女性，身體經過改造的狼人，與烏而耐是雙胞胎。
烏吉爾（우지르）
男性，身體經過改造的狼人，深褐色皮膚。被穆扎卡擊敗。
查依卡（자이가）
男性，身體經過改造的狼人，曾與穆扎卡及马杜克爭奪首領之位。被穆扎卡殺死。
加烏拉（가우라）
女性，身體經過改造的狼人，被罗查丽阿擊敗。

### UNION
UNION（유니온）
研究改造身體技術的組織，認為普通人類是自己的奴隸。

#### 長老
1長老
男性，UNION的1長老。跟弗蘭克斯坦一样改造人，非常信任三長老。有一批實力相當長老的親衛隊，握有衛星武器「世界末日」。被克倫貝爾博士擊敗並加以改造，死於弗蘭克斯坦之手。
死亡後屍體變成肉塊般的怪物，具有快速的恢復能力，即使變成屍塊也能持續攻擊，最終由貴族聯手擊敗。
馬杜克（마두크）
男性，UNION的2長老，現任狼人首領。被萊和穆扎卡聯手殺死。
3長老
男性，UNION的3長老，眼睛能放出光束，並暗中攻擊望向的對象。
羅格提斯‧克拉貝伊（록티스 크라베이）
男性，UNION的4長老，純正血統的貴族，背叛前任羅迪的六名家主之一。很重視女兒，為了保護她而背叛前任羅迪，改造身體以加強力量。被萊處罰進入永眠。
露娜可（루나크）
女性，UNION的5長老，狼人，效忠2長老，不時跟肯塔斯合作。在2長老死後，和狼人勢力一起退出UNION。
烏洛卡伊‧阿格拜仁（우로카이 아그바인）
男性，UNION的6長老，純正血統的貴族，背叛前任羅迪的六名家主之一。被萊處罰進入永眠。
紮勒卡‧斯利阿那（자르가 시리아나）
男性，UNION的7長老，純正血統的貴族，背叛前任羅迪的六名家主之一，殺害洛伊阿迪家族前任家主的兇手。被萊處罰進入永眠。
8長老
男性，UNION的8長老，專為對付家主而設的改造人。在與羅札克對戰時被弗蘭克斯坦殺死。
9長老
男性，UNION的9長老，改造人。擅於進行改造人試驗，不時跟伊格耐斯互相切磋改造技術，但實戰經驗不足。跟伊格耐斯一同研發出8長老。被暗魂焰槍吸收掉致死。
羅斯泰爾（로스테르）
男性，UNION的10長老。改造人，能身體變形成犀牛。把自己的能量變成炸彈爆炸，但被萊壓制住而死。
穆阿爾（무아르）
男性，UNION的11長老。改造人，能身體變形成螳螂。被暗魂焰槍吸收掉致死。
12長老
男性，UNION的12長老。跟羅格提斯簽訂契約的改造人，能身體變形成蝙蝠。被萊殺死。
克倫貝爾博士（닥터 크롬벨）
男性，UNION的13長老。改造人，擅於進行改造人試驗。計畫毀滅全人類，成為「新世界的神」，最終在瀕死的狀態被暗魂焰槍吞噬。

#### 其他
拉古斯‧特拉迪奧（라구스 트라디오）
男性，純正血統的貴族，背叛前任羅迪的六名家主之一。外貌十分年老，不甘於貴族數百年以來的「責任」而計劃著背叛以推翻並統治貴族，並打算掃蕩人類。為追求強大力量，欲習得血緣磁場 ，長年研究靈魂兵器，且不斷地尋找血石的下落。被萊殺死。
格拉德烏斯（그라데우스）
男性，純正血統的貴族，背叛前任羅迪的六名家主之一。越流血會越強大的狂戰士，靈魂兵器「梅薩德」為斧頭狀。一直以來因家主身份抑制著自己的力量及野心，不願意與前任羅迪一同永眠。在多人圍攻羅札克使其重傷後給予最後一擊，後被弗蘭克斯坦以與萊簽約後的力量殺死。
易迪安‧卓西亞（이디안 드로시아）
女性，純正血統的貴族，背叛前任羅迪的六名家主之。其實對萊十分忠誠並懷有愛意，在萊的哥哥誘導下，為了讓萊獲得自由，偷偷將不幸治之物—血石交給萊的哥哥進而導致憾事一事而愧疚，其間被拉古斯乘虛而入，變成被洗腦的傀儡，仍保有部分意識只是無法操控身體。最後替萊擋住拉古斯的攻擊而死。
伊格耐斯‧克拉貝伊（이그네스 크라베이）
女性，4長老的女兒，純正血統的貴族。個性殘暴，比現任家主們活多了數百年卻無法成為家主，因此對現任家主有一種自卑及嫉妒心理，為了對抗貴族而瘋狂地研究及對自己進行身體改造，不時跟9長老互相切磋改造技術。跟9長老一同研發出8長老。4長老永眠後，成為家主而得到靈魂兵器。和狼人聯手造出泰坦，最後遭到萊的攻擊，瀕死之際遇到弗蘭克斯坦，被其殺死。
凱爾柏洛斯（켈베로스）
12長老的親衛隊，改造人，12長老擁有的最強武裝團體。DA-5以其為模板。由於力量強大，隊員均非常自大，不時低估他人的實力。被派到韓國調查克倫貝爾，後全軍覆沒。
泰伊茲（테이즈）
女性，刺蝟頭，凱爾柏洛斯的團長，以一把大鐮刀作武器，稱其為死神之鐮。被賽伊拉殺死。
洛丁
男性，凱爾柏洛斯的副團長，白髮，臉上有三條疤痕。被弗蘭克斯坦殺死。
凱迪
男性，髒辮頭，凱爾柏洛斯的其中一員，行事非常衝動及暴力。被弗蘭克斯坦殺死。
羅塔伊（루타이）
男性，金色長髮，凱爾柏洛斯的其中一員，行事非常衝動及暴力。被塔基奧及塔奧聯手打至重傷，並被尤裏殺死。
尤利志（유이지）
女性，紅色短髮，凱爾柏洛斯的其中一員。被尤裏殺死。
暗殺組（어쌔신 팀）
暗中殺掉妨礙UNION計劃的人的小組。表面上是為整個UNION效力，暗地裏服從13長老私自下達的命令。
傑克
男性，改造人，暗殺組的其中一員。被萊殺死。
瑪麗
女性，改造人，暗殺組的其中一員。被弗蘭克斯坦殺死。
尤裏
男性，改造人，戴眼鏡，暗殺組的其中一員。曾為阿麗斯博士的助手，經常都笑咪咪地策劃著各種事，城府很深令別人猜不透他在想甚麼。最後被M-21殺死。
馬克
男性，改造人，暗殺組的其中一員。被植入部分M-24的腦部組織，令其模樣及能力都變得跟M-24相似，以偽裝成M-24並偷取弗蘭克斯坦的實驗資料。原本的模樣不明，初次登場為執行任務而假扮M-24。
凱賓
男性，改造人，暗殺組的其中一員。把馬克及尤裏稱為哥哥，擅長使用毒藥。被拉爾殺死。
博內爾（보네르）
男性，改造人，表面上為10長老效力，實際上是暗殺組的其中一員。被弗蘭克斯坦殺死。
DA-5
阿麗斯博士為了超越克倫貝爾博士而做的項目，仿照凱爾柏洛斯而造出來，但能力上差一大截，即使DA-5五人一起上都打不過凱爾柏洛斯的其中一人。從一開始的計劃就是為了克萊斯一人而存在，其他人都是為了被克萊斯吸收力量才造出來的。
克萊斯（크랜스）
男性，DA-5的隊長，與萊對戰時把鯊魚的力量吸收掉，試圖吸收掉塔奧的力量但不成功，最終被萊殺死。
鯊魚
男性，DA-5的其中一員，被克萊斯吸收掉力量致死。
大錘
男性，DA-5的其中一員，被賽伊拉殺死。
塔奧
男性，DA-5的其中一員，詳見主要角色。
塔基奧（타키오）
男性，DA-5的其中一員，詳見主要角色。
阿麗斯博士（닥터 아리스）
DA-5的創造者，12長老最器重的人，後來精神失常。在401集又再度出現。最後被塔基奧殺死

### KSA
安尚仁（안상인）
男性，KSA沒登記在冊的秘密改造人，羅岩珠的搭擋及丈夫。
日版翻譯為桐生剛志。
羅岩珠（나연수）
女性，KSA沒登記在冊的秘密改造人，安尚仁的搭擋及妻子。
日版翻譯為朝比奈サキ。
林泰植（임태식）
男性，KSA局長。

### 其他角色
韓信友（한신우）
男性，藝蘭高中學生，精通格鬥技術，在學校第一個主動接近萊的人，是萊從沉睡中醒來後的第一個朋友。不時為了保護朋友而不顧自己的安危。
日版翻譯為田代裕介。
禹翼漢（우익한）
男性，藝蘭高中學生，精通電腦知識，與塔奧志同道合。
日版翻譯為加瀨學。
徐允兒（서윤아）
女性，藝蘭高中學生。
日版翻譯為岩田惠美。
林秀伊（임수이）
女性，藝蘭高中學生，同時是人氣藝人，不時為了演唱會而請假。
日版翻譯為凜花。
朴老師（박선생）
男性，藝蘭高中的數學老師，信友的班主任，學生通常稱其為派多羅（패도르）。頭上有一個大型叉形疤痕，外表很有攻擊性，從謀殺事件可見實際上很關心學生的安危。
日版翻譯為浦崎。

## 特殊用語

### 貴族
一種不為人類所知的強大存在，擁有超能力，壽命非常長。由於力量強大，認為保護弱小的人類是強者應有的責任，這為貴族的自豪感。眼睛均為緋紅色。
洛凱道尼阿（루케도니아）
貴族的聚居地，平時隱藏起來，不為人類所知。

#### 能力
精神支配（정신지배）
所有貴族均有的能力，小至控制行動，大至控制意志及刪改記憶都能做到。對普通人類只需使用小部分的力量，對方愈強大則需使用更強大的力量。
精神連結（정신공유）
所有貴族均有的能力，能在一定距離內跟他人保持聯繫。
血緣磁場（블러드 필드）
非常強大的能力，主宰血的存在才能使用的絕對空間，即Noblesse及羅迪。只需揮動一下手就能制造出血的颶風，能把目標人物完全吞噬。

#### 家族
以血統傳承為劃分家族的方法，並由家主領導各個家族。家主均擁有注入歷代家主靈魂的家傳兵器，名為靈魂兵器。本有13個家族，500年前有6名家主背叛了前任羅迪，現時只剩下7個家族。
羅迪
貴族的領導者，象徵著支配，擁有強大的力量。靈魂兵器為德國雙手劍狀的「羅格納洛克（라그나로크）」。
大貴族（노블레스）
貴族的守護者，象徵著力量，擁有不亞於羅迪的強大力量，其職責為守護「貴族」一詞之理念。
在守護貴族同時也須懲治叛變的貴族強制其進入永眠，以消耗自身生命力來使用力量。不為人所知的存在，即使在貴族中也只有少部分人知道，現任家主們均不知道大貴族的存在。
沒有成形的靈魂兵器，其高貴的血液及靈魂就是兵器。
蘭德格勒家族（란데그르 가）
擅於從正面突破敵人的強力突擊，跟凱爾提亞家族的攻擊風格相反。靈魂兵器為骑枪狀「雷卡賽斯（레가서스）」。
洛伊阿迪家族（로이아드 가）
引領洛伊阿迪家族前進的人在故事中經常被表現為死神，為人類所說的死神的開始。靈魂兵器為大镰狀的「死神之鐮（데스 사이드）」。
凱爾提亞家族（케르티아 가）
動作快速，擅於隱藏自己，能無聲無息地消滅敵人，為暗殺者的始祖，跟蘭德格勒家族的攻擊風格相反。前任家主雷卡把匕首狀的靈魂兵器一分為二，「克蘭迪阿（그란디아）」及「凱勒陀斯（카르타스）」分別托付給拉爾及羅札克。
麥勒格斯家族（메르가스 가）
負責洛凱道尼阿的防禦及島上的結界，管理中央騎士團。靈魂兵器為「利茲洛克（이자로크）」，由Dussack狀的刀及Parma狀的盾組成。
福勒斯特家族（블러스터 가）
有感知敵人的特殊能力，即使對方處於遙遠得看不見的地方，也能絲毫不差地攻擊敵人。靈魂兵器為弓箭狀的「阿慕爾（아모르）」。
魯家族（루 가）
在遠離島中心的地方長年修煉自我，有最強大的家族稱號。靈魂兵器為金屬手套狀。
埃爾萊諾爾家族
以魔法攻擊為主，其終極技能破壞力十分可畏，需耗費相當長的時間準備是致命缺點。靈魂兵器為魔杖狀的「血紅魔女（로자리아）」。
克拉貝伊家族（크라베이 가）
背叛的六個家族之一。靈魂兵器為牛鞭狀。
斯利阿那家族（시리아나 가）
背叛的六個家族之一。靈魂兵器為鐵鏈連接著一大塊寬闊的刀片狀。
阿格拜仁家族（아그바인 가）
背叛的六個家族之一。跟蘭德格勒家族的攻擊風格類似—正面突進。靈魂兵器為長柄刀狀的「德拉古斯（드라구스）」。
特拉迪奧家族（트라디오 가）
背叛的六個家族之一。靈魂兵器為木製手杖狀的「道爾羅勒」。
卓西亞家族（드로시아 가）
背叛的六個家族之一。靈魂兵器為兩把細長的西洋劍。

## 出版書籍
2007年至今，本作於NAVER Webtoon網上連載，後於2011年開始推出實體書版本。
| 卷數   | 大韩民国                          | 大韩民国   | 大韩民国       | 大韩民国               |
| 卷數   | 副標題                            | 話數       | 發售日期       | ISBN                   |
| 第一季 | 第一季                            | 第一季     | 第一季         | 第一季                 |
| ------ | --------------------------------- | ---------- | -------------- | ---------------------- |
| 1      |                                   | 1至92話    | 2011年9月28日  | ISBN 978-89-011-3012-5 |
| 2      |                                   | 1至92話    | 2011年9月28日  | ISBN 978-89-011-3013-2 |
| 3      |                                   | 1至92話    | 2011年9月28日  | ISBN 978-89-011-3014-9 |
| 第二季 |                                   |            |                |                        |
| 1      |                                   | 93至154話  | 2012年1月12日  | ISBN 978-89-011-3918-0 |
| 2      |                                   | 93至154話  | 2012年1月12日  | ISBN 978-89-011-3919-7 |
| 3      |                                   | 93至154話  | 2012年1月12日  | ISBN 978-89-011-3920-3 |
| 第三季 |                                   |            |                |                        |
| 1      |                                   | 155至200話 | 2012年7月27日  | ISBN 978-89-011-4853-3 |
| 2      |                                   | 155至200話 | 2012年7月27日  | ISBN 978-89-011-4854-0 |
| 3      |                                   | 155至200話 | 2012年7月27日  | ISBN 978-89-011-4855-7 |
| 第四季 |                                   |            |                |                        |
| 1      |                                   | 201至238話 | 2012年12月19日 | ISBN 978-89-011-5262-2 |
| 2      |                                   | 201至238話 | 2012年12月19日 | ISBN 978-89-011-5263-9 |
| 3      |                                   | 201至238話 | 2012年12月19日 | ISBN 978-89-011-5264-6 |
| 第五季 |                                   |            |                |                        |
| 1      |                                   | 239至286話 | 2013年10月29日 | ISBN 978-89-011-6099-3 |
| 2      |                                   | 239至286話 | 2013年10月29日 | ISBN 978-89-011-6100-6 |
| 3      |                                   | 239至286話 | 2013年10月29日 | ISBN 978-89-011-6101-3 |
| 4      |                                   | 239至286話 | 2013年10月29日 | ISBN 978-89-011-6102-0 |
| 第六季 |                                   |            |                |                        |
| 1      |                                   | 287至327話 | 2016年4月25日  | ISBN 979-11-957-1965-5 |
| 2      |                                   | 287至327話 | 2016年4月25日  | ISBN 979-11-957-1966-2 |
| 3      |                                   | 287至327話 | 2016年4月25日  | ISBN 979-11-957-1967-9 |
| 第七季 |                                   |            |                |                        |
| 1      |                                   | 328至403話 | 2017年2月10日  | ISBN 979-11-873-3316-6 |
| 2      |                                   | 328至403話 | 2017年2月10日  | ISBN 979-11-873-3317-3 |
| 3      |                                   | 328至403話 | 2017年2月10日  | ISBN 979-11-873-3318-0 |
| 4      |                                   | 328至403話 | 2017年2月10日  | ISBN 979-11-873-3319-7 |
| 5      |                                   | 328至403話 | 2017年2月10日  | ISBN 979-11-873-3320-3 |
| 6      |                                   | 328至403話 | 2017年2月10日  | ISBN 979-11-873-3321-0 |
| 第八季 |                                   |            |                |                        |
|        | [] 错误：{{Lang}}：无文本（帮助） | 404至544話 |                |                        |

## 動畫

### 大貴族：毀滅的開始
大貴族：毀滅的開始（韓語：노블레스: 파멸의 시작）於第17屆富川國際動畫節播出，於2015年10月24日晚上8時30分於韓國富川影院首映，為全長40分鐘的OVA，由韓國動畫公司Studio Animal製作。2015年11月28日將開始發售DVD，後來會以VOD的形式發售。

#### 劇情簡介
820年前，狼族首領穆札卡在一次漫長的旅行後再度拜訪萊，還帶了一名少女──艾瑟琳與其相見。另一方面，狼人馬杜克暗地裡計劃到處干預人類戰事，意外的是這場陰謀也有家主參涉其中。而他們的最終目標就是Noblesse和狼族首領。最終，穆札卡與萊拋開昔日的友誼，開始了相互對立的悲哀命運。

#### 登場人物及聲優[28]
- 卡迪斯‧艾特拉馬‧迪‧萊傑羅：신용우
- 穆扎卡：최한
- 弗蘭克斯坦：김승준
- 艾瑟琳：김현지
- 前任羅迪：엄상현
- 凱修特爾‧K‧蘭德格勒：장광
- 羅格提斯‧克拉貝伊：정훈석
- 紮勒卡‧斯利阿那：최준영
- 烏洛卡伊‧阿格拜仁：김동
- 拉古斯‧特拉迪奧：강구한
- 馬杜克：오인성
- 艾瑟琳的母親：조현

### 大貴族：甦醒
大貴族：甦醒（英語：Noblesse: Awakening）於2016年2月4日於LINE Webtoon官方網站首播，全球均能收看，有中文及英文字幕選擇，由日本動畫公司Production I.G製作，為全長30分鐘的OVA。

#### 劇情簡介
萊在經過820年的沉睡後再度甦醒面對全新的世界。

#### 登場人物及聲優[32]
- 卡迪斯‧艾特拉馬‧迪‧萊傑羅：新垣樽助
- 弗蘭克斯坦：平川大輔
- 傑克：大川透
- 瑪麗：生天目仁美
- M-21：小田久史
- M-24：丹澤晃之
- 感染者：烏丸祐一（日语：烏丸祐一）
- 韓信友：畠中祐
- 禹翼漢：永塚拓馬
- 徐允兒：米澤円
- M-18：伊東健人

#### 製作人員[29]
- 原作：孫齊晧、李光洙
- 監製：多田俊介、中澤一登（片頭動畫監製）
- 導演：松澤健一
- 角色設定：海島千本

## 評價及影響
大貴族開始連載後就在網上獲得不少好評，被愛好者翻譯成各國語言。不久NAVER也推出了官方中文及英文翻譯，後來更在印尼、越南及泰國出版，讓全球粉絲都有機會享受本作，並成為其中一部最受歡迎的Webtoon，為Webtoon擴展國際市場出一分力。

## 外部連結
- 《大貴族》 - NAVER Webtoon（页面存档备份，存于）
- （英文）《大貴族》 - LINE Webtoon （页面存档备份，存于）
- （英文）《大貴族-全新番外篇》 - LINE Webtoon （页面存档备份，存于）
- （繁體中文）《大貴族》 - LINE Webtoon （页面存档备份，存于）
- （繁體中文）《大貴族-全新番外篇》 - LINE Webtoon （页面存档备份，存于）
- （简体中文）《大貴族》 - 咚漫 （页面存档备份，存于）
- （简体中文）《大貴族-全新番外篇》 - 咚漫 （页面存档备份，存于）
- 大貴族 粉絲咖啡廳 - Naver Cafe（页面存档备份，存于）
- （英文）大貴族非官方維基
- （日語）大貴族TV動畫官網 （页面存档备份，存于）